# 모스크바 대공국
모스크바 대공국 또는 모스크바 공국(러시아어: Великое княжество Московское, 로마자: Velikoye knyazhestvo Moskovskoye)은 중세 말기 모스크바를 중심으로 한 공국이었다. 때로 이 나라는 간단하게 모스크바(영어: Muscovy, 라틴어 Moscovia에서 유래)라고 불리기도 한다. 모스크바 대공국은 근세에 러시아 제국으로 발전하였다. 모스크바 대공국의 대공들은 "다니엘로비치"라고 불리며, 첫 번째 왕자인 다닐 알렉산드로비치의 후손이자 류리크 왕조의 한 갈래로 현대 역사학에서는 설명된다.
1263년에 다니엘은 그의 아버지인 블라디미르-수즈달의 공작 알렉산드르 넵스키로부터 영지를 상속받았으나, 1282년이 되어서야 다닐이 모스크바의 독립한 공자로 언급되었다. 처음에 모스크바는 킵차크 칸국의 봉신국으로, 칸들에게 경의를 표하고 공물을 바쳤다. 모스크바는 결국 모국인 블라디미르-수즈달 공국과 다른 독립 러시아 공국들을 압도하고 병합하였다. 1480년 우그라강의 위대한 대치 러시아에 대한 타타르의 명목적 지배가 끝났음을 상징했으나, 여러 번의 봉기와 함께 드미트리 돈스코이가 1380년 쿨리코보 전투에서 킵차크 칸국의 통치자 마마이에 맞서 이끈 봉기 등 몽골에 맞선 성공적인 군사 작전들이 있었다.
이반 3세("대제")는 43년 동안의 통치 기간 동안 모스크바 대공국의 지배를 더욱 공고하게 하였으며, 주요 경쟁 세력인 리투아니아 대공국과 전쟁을 벌여 1503년까지 모스크바 대공국의 영토를 세 배로 확장하였다. 이반의 후계자 바실리 3세도 군사적으로 성공을 거두어, 1512년에 리투아니아로부터 스몰렌스크를 획득하고 모스크바의 국경을 드네프르강까지 확장했다. 바실리의 아들 이반 4세("뇌제")는 1547년에 차르로 즉위하였다.